# تعبیرات
تعبیرات یا قضایا یا العباره (به انگلیسی: On Interpretation) دومین بخش از کتاب ارغنون اثر ارسطو است که به رابطه منطق و زبان می‌پردازد.